# قائمة قادة الدول في 2015
هذه هي قائمة رؤوس الدول وقادة الحكومات، والحكام الآخرين في سنة 2015. 

## أفريقيا
- الجزائر
  - الرئيس - عبد العزيز بوتفليقة، رئيس الجزائر (1999-2019)
  - رئيس الوزراء - عبد المالك سلال، الوزير الأول (2014-2017)
- أنغولا
  - الرئيس – جوزيه إدواردو دوس سانتوس، رئيس أنغولا (1979–2017)
- بنين
  - الرئيس – يايي بوني، رئيس بنين (2006-2016)
  - رئيس الوزراء – ليونيل زينسو، رئيس وزراء بنين (2015–2016)
- بوتسوانا
  - الرئيس – إيان خاما، رئيس بوتسوانا (2008–2018)
- بوركينا فاسو
  - الرئيس –

  1. ميشيل كافاندو، القائم بأعمال رئيس بوركينا فاسو (2014-2015)
  2. جيلبرت ديندري، رئيس المجلس الوطني للديمقراطية في بوركينا فاسو (2015)
  3. ميشيل كافاندو، القائم بأعمال رئيس بوركينا فاسو (2015)
  4. روش مارك كريستيان كابوري، رئيس بوركينا فاسو (2015–حالياً)

  - رئيس الوزراء - يعقوب إسحاق زيدا، رئيس وزراء بوركينا فاسو (2014–2015)
- بوروندي
  - الرئيس – بيير نكورونزيزا، رئيس بوروندي (2005–2020)
- الكاميرون
  - لرئيس – بول بيا، رئيس الكاميرون (1982–حالياً)
  - رئيس الوزراء – فيلمون يانغ، رئيس وزراء الكاميرون (2009–2019)
- الرأس الأخضر
  - الرئيس – خورخي كارلوس فونسيكا، رئيس الرأس الأخضر (2011–حالياً)
  - رئيس الوزراء - خوسيه ماريا نيفيس، رئيس وزراء الرأس الأخضر (2001-2016)
- جمهورية إفريقيا الوسطى
  - الرئيس - كاثرين سامبا بانزا، رئيس الدولة للمرحلة الانتقالية في جمهورية أفريقيا الوسطى (2014–2016)
  - رئيس الوزراء - محمد كمون، رئيس وزراء جمهورية أفريقيا الوسطى (2014-2016)
- تشاد
  - الرئيس – إدريس ديبي، رئيس تشاد (1990–2021)
  - رئيس الوزراء - كالزوبيد بحيمي دولي، رئيس وزراء تشاد (2013–2016)
- جزر القمر
  - الرئيس – إكليل ظنين، رئيس جزر القمر (2011–2016)
- الكونغو
  - الرئيس – ديني ساسو نغيسو، قائمة رؤساء جمهورية الكونغو (1997–حالياً)
  - رئيس الوزراء - كليمان موامبا، رئيس وزراء جمهورية الكونغو (2016–حالياً)
- جمهورية الكونغو الديمقراطية
  - الرئيس – جوزيف كابيلا، رئيس جمهورية الكونغو الديمقراطية (2001–2019)
  - رئيس الوزراء - أوغستين ماتاتا بونيو، رئيس وزراء جمهورية الكونغو الديمقراطية  [لغات أخرى]‏ (2012-2016)
- ساحل العاج
  - الرئيس – الحسن واتارا، رئيس ساحل العاج (2010–حالياً)
  - رئيس الوزراء -دانيال كابلان دنكان [الإنجليزية]، رئيس وزراء ساحل العاج (2012–2017)
- جيبوتي
  - الرئيس – إسماعيل عمر جيلي، رئيس جيبوتي (1999–حالياً)
  - رئيس الوزراء - عبد القادر كميل محمد، رئيس وزراء جيبوتي (2013–حالياً)
- مصر
  - الرئيس – عبد الفتاح السيسي، رئيس مصر (2014 – حالياً )
  - رئيس الوزراء -
    1. إبراهيم محلب، رئيس الوزراء المصري (2014-2015)
    2. شريف إسماعيل، رئيس مجلس الوزراء (2015–2018)
- غينيا الاستوائية
  - الرئيس – تيودورو أوبيانغ، رئيس غينيا الاستوائية (1979–حالياً)
  - رئيس الوزراء - فيسنتي إيهات تومي، قائمة رؤساء وزراء غينيا الاستوائية (2012-2016)
- إرتريا
  - الرئيس – أسياس أفورقي، رئيس إريتريا (1991–حالياً)[ا]
- إثيوبيا
  - الرئيس – مولاتو تيشومي، رئيس إثيوبيا (2013–2018)
  - رئيس الوزراء - هايلي مريام ديسالين، رئيس وزراء إثيوبيا (2012–2018)
- الغابون
  - الرئيس – علي بونغو أونديمبا، رئيس الغابون (2009–حالياً)
  - رئيس الوزراء - دانيال أونا أوندو، رئيس وزراء الغابون (2014-2016)
- غامبيا
  - الرئيس – يحيى جامع، رئيس غامبيا (1994–2017
- غانا
  - الرئيس – جون دراماني ماهاما، رئيس غانا (2012–2017)
- غينيا
  - الرئيس - ألفا كوندي، رئيس غينيا (2010–2021)
  - رئيس الوزراء -
    1. محمد سعيد فوفانا، رئيس وزراء غينيا (2010-2015)
    2. مامادي يولا، رئيس وزراء غينيا (2015-2018)
- غينيا بيساو
  - الرئيس - جوسيه ماريو فاز، رئيس غينيا بيساو (2014–2019)
  - رئيس الوزراء -
    1. دومينغوس سيميس بيريرا، رئيس وزراء غينيا بيساو (2014-2015)
    2. باسيرو دجا، رئيس وزراء غينيا بيساو (2015)
    3. كارلوس كوريا، رئيس وزراء غينيا بيساو (2015-2016)
- كينيا
  - الرئيس – أوهورو كينياتا، رئيس كينيا (2013–حالياً)
- ليسوتو
  - العاهل – ليتسي الثالث، ملك ليسوتو (1996–حالياً)
  - رئيس الوزراء
    1. توم ثاباني، رئيس وزراء ليسوتو (2012–2015)
    2. باكبليتا موسيسيلي، رئيس وزراء ليسوتو (2015–2017)
- ليبيريا
  - الرئيس – إلين جونسون سيرليف، رئيس ليبيريا (2006– 2018)
- ليبيا
  - رئيس الدولة
    - نوري أبو سهمين، قائمة حكام ليبيا (2014-2016)
    - عقيلة صالح عيسى، قائمة حكام ليبيا (2014–2021)

  - رئيس الوزراء
    - عبد الله الثني، قائمة رؤساء وزراء ليبيا (2014-2021)
    - 1.عمر الحاسي، قائمة رؤساء وزراء ليبيا (2014–2015)
    - 2.خليفة الغويل، قائمة رؤساء وزراء ليبيا (2015-2016)
- مدغشقر
  - الرئيس - هيري راجاوناريمامبيانينا، رئيس مدغشقر (2014–2018)
  - رئيس الوزراء
    1. روجر كولو، رئيس وزراء مدغشقر  [لغات أخرى]‏ (2014–2015)
    2. جان رافيلوناريفو ، رئيس وزراء مدغشقر  [لغات أخرى]‏ (2015-2016)
- مالاوي
  - الرئيس - بيتر موثاريكا، رئيس مالاوي (2014–2020)
- مالي
  - الرئيس – إبراهيم أبو بكر كيتا، رئيس مالي (2013–2020)
  - رئيس الوزراء -
    1. موسي مارا، رئيس وزراء مالي (2014–2015)
    2. موديبو كيتا، رئيس وزراء مالي (2015–2017)
- موريتانيا
  - الرئيس - محمد ولد عبد العزيز، رئيس موريتانيا (2009–2019)
  - رئيس الوزراء - يحي ولد حدمين، رئيس وزراء موريتانيا (2014–2018)
- موريشيوس
  - الرئييس
    1. كايلاش بوراج، قائمة رؤساء موريشيوس (2012–2015)
    2. مونيك أوسان بيلبو، قائمة رؤساء موريشيوس (2015)
    3. أمينة غريب فقيم، قائمة رؤساء موريشيوس (2015–2018)

  - رئيس الوزراء – السير أنايروود جوناوث، رئيس وزراء موريشيوس (2014–2017)
- مايوت (جماعية فرنسية في الخارج [الإنجليزية])
  - الرئيس- سيمور مرسي، محافظ مايوت (2014–2016)
  - رئيس الحكومة -
    1. دانيال زيداني، رئيس المجلس العام لمايوت (2011–2015)
    2. صويب الدين إبراهيم رمضان، رئيس مجلس مايوت (2015–حالياً)
- المغرب
  - الرئيس – محمد السادس بن الحسن، ملك المغرب (1999–حالياً)
  - رئيس الوزراء - عبد الإله ابن كيران، الوزير الأول (2011–2017)
  -  الجمهورية العربية الصحراوية الديمقراطية (الاعتراف الدولي بالجمهورية العربية الصحراوية الديمقراطية)
    - الرئيس –محمد عبد العزيز، رئيس الجمهورية العربية الصحراوية الديمقراطية (1976-2016)
    - رئيس الوزراء -عبد القادر الطالب عمر، الوزير الأول في الصحراء الغربية (2003–2018)
- موزمبيق
  - الرئيس –
    1. أرماندو غويبوزا، رئيس موزمبيق (2005-2015)
    2. فيليب انيوزي، رئيس موزمبيق (2015–حالياً)

  - رئيس الوزراء –
    1. ألبرتو فاكوينا، رئيس وزراء موزمبيق (2012–2015)
    2. كارلوس أجوستينو دو روساريو، رئيس وزراء موزمبيق (2015–2022)
- ناميبيا
  - الرئيس
    1. هيفيكيبنيي بوهامبا، رئيس ناميبيا (2005–2015)
    2. هاكه كينكوب، رئيس ناميبيا (2015–حالياً)

  - رئيس الوزراء
    1. هاكه كينكوب، رئيس وزراء ناميبيا  [لغات أخرى]‏ (2012–2015)
    2. سارا كوغونجيلوا أمادهيلا، رئيس وزراء ناميبيا  [لغات أخرى]‏ (2015–حالياً)
- النيجر
  - الرئيس – محمد يوسفو، قائمة رؤساء النيجر (2011–2021)
  - رئيس الوزراء - بريجي رافيني، رئيس وزراء النيجر (2011–2021)
- نيجيريا
  - الرئيس
    1. غودلاك جوناثان، رئيس نيجيريا (2010–2015)
    2. محمد بخاري، رئيس نيجيريا (2015–حالياً)
- رواندا
  - الرئيس – بول كاغامه، رئيس رواندا (2000 –حالياً)
  - رئيس الوزراء - أناستاس موريكيزي، رئيس وزراء رواندا  [لغات أخرى]‏ (2014–2017)
- إقليم سانت هيلانة وتوابعه (أقاليم ما وراء البحار البريطانية)
  - الحاكم – مارك أندرو كابس، حاكم سانت هيلينا (2011-2016)
- ساو تومي وبرينسيب
  - الرئيس – مانويل بينتو دا كوستا، رئيس ساو توميه وبرينسيب (2011–2016)
  - رئيس الوزراء - باتريس تروفوادا، رئيس وزراء ساو تومي وبرينسيب (2014–2018)
- السنغال
  - الرئيس – ماكي سال، رئيس السنغال (2012–حالياً)
  - رئيس الوزراء - محمد بن عبد الله ديون، رئيس وزراء السنغال  [لغات أخرى]‏ (2014–2019)
- سيشل
  - الرئيس – جيمس ميشيل، رئيس سيشيل (2004-2016)
- سيراليون
  - الرئيس – إرنست كوروما، رئيس سيراليون (2007–2018)
- الصومال
  - الرئيس – حسن شيخ محمود، رئيس الصومال (2012–2017)
  - رئيس الوزراء - عمر شارماركي، رئيس وزراء الصومال (2014–2017)
  -  صوماليلاند (علاقات صوماليلاند الخارجية  [لغات أخرى]‏)
    - الرئيس – أحمد محمد محمود سيلانيو، رئيس أرض الصومال (2010–2017)

  -  أرض البنط (دولة ذاتية الحكم)
    - الرئيس – عبد الولي محمد علي غاس، رئيس أرض البنط (2014–2019
- جنوب إفريقيا
  - الرئيس – جاكوب زوما، رئيس جنوب أفريقيا (2009 –2018)
- جنوب السودان
  - الرئيس – سالفا كير، رئيس جنوب السودان (2005–حالياً) [ب]
- السودان
  - الرئيس – عمر البشير، رئيس السودان (1989–2019)
- إسواتيني
  - العاهل – مسواتي الثالث، حاكم إسواتيني (1986–حالياً)
  - رئيس الوزراء - بارناباس سيبوسيسو دلاميني، رئيس وزراء إسواتيني (2008–2018)
- تنزانيا
  - الرئيس –
    1. جاكايا كيكويتي، رئيس تنزانيا (2005 –2015)
    2. جون بومبيه ماغوفولي، رئيس تنزانيا (2015–2021)

  - رئيس الوزراء -
    1. ميزينجو بيندا، رئيس وزراء تنزانيا (2008-2015)
    2. قاسم ماجاليوا، رئيس وزراء تنزانيا (2015–حالياً)
- توغو
  - الرئيس – فور غناسينغبي، رئيس توغو (2005–حالياً)
  - رئيس الوزراء
    1. كويسي أهومي زونو، رئيس وزراء توغو (2012–2015)
    2. كومي سيلوم كلاسو، رئيس وزراء توغو (2015–2020)
- تونس
  - الرئيس - الباجي قائد السبسي، رئيس تونس (2014–2019)
  - رئيس الوزراء
    1. مهدي جمعة، رئاسة الحكومة (2014-2015)
    2. الحبيب الصيد، رئاسة الحكومة (2015–2016)
- أوغندا
  - الرئيس – يوري موسفني، رئيس أوغندا (1986–حالياً)
  - رئيس الوزراء - روهاكانا روكوندا [الإنجليزية]، رئيس وزراء أوغندا  [لغات أخرى]‏ (2014–2021)
- زامبيا
  - الرئيس
    1. غاي سكوت، رئيس زامبيا (2014–2015)
    2. إدغار لونغو، رئيس زامبيا (2015–2021)
- زيمبابوي
  - الرئيس – روبرت موغابي، رئيس زيمبابوي (1987–2017)

## آسيا
- أفغانستان
  - الرئيس – أشرف غني أحمدزي، رئيس أفغانستان (2014–2021)
  - رئيس الوزراء – عبد الله عبد الله، الرئيس التنفيذي لأفغانستان (2014–2020)
- البحرين
  - العاهل - الشيخ حمد بن عيسى بن سلمان آل خليفة، ملك البحرين (1999–حالياً)
  - رئيس الوزراء – الأمير خليفة بن سلمان بن حمد آل خليفة، رئيس وزراء البحرين (1970–2020) [ج]
- بنغلاديش
  - الرئيس – محمد عبد الحامد، رئيس بنغلاديش (2013–حالياً)
  - رئيس الوزراء – شيخة حسينة واجد، رئيس وزراء بنغلاديش (2009–حالياً)
- بوتان
  - العاهل – جيغمه خيسار نمجيل وانغشاك، ملك بوتان (2006–حالياً)
  - رئيس الوزراء – تشيرينج توبجاي، رئيس وزراء بوتان (2013–2018)
- بروناي
  - العاهل – حسن البلقية، سلطان بروناي (1967–حالياً) [د]
  - رئيس الوزراء – حسن البلقية، رئيس وزراء بروناي (1984–حالياً)
- كمبوديا
  - العاهل – نورودوم سيهاموني، ملك كمبوديا (2004–حالياً)
  - رئيس الوزراء – هون سين، رئيس وزراء كمبوديا (1985–حالياً) [ه]
- الصين
  - قائد الحزب الشيوعي – شي جين بينغ، الأمين العام للحزب الشيوعي الصيني (2012–حالياً)
  - الرئيس – شي جين بينغ، رئيس جمهورية الصين الشعبية (2013–حالياً)
  - رئيس مجلس الدولة – لي كه تشيانغ، رئيس مجلس الدولة الصيني (2013–حالياً)
- تيمور الشرقية
  - الرئيس – تور ماتان رواك، قائمة رؤساء تيمور الشرقية (2012–2017)
  - رئيس الوزراء
    1. شانانا غوسماو، رئيس وزراء تيمور الشرقية (2007–2015)
    2. روي ماريا دي أراوجو، رئيس وزراء تيمور الشرقية (2015–2017)
- الهند
  - الرئيس – براناب مخرجي، رئيس الهند (2012–2017)
  - رئيس الوزراء – ناريندرا مودي، رئيس وزراء الهند (2014–حالياً)
- إندونيسيا
  - الرئيس – جوكو ويدودو، رئيس إندونسيا (2014–حالياً)
- إيران
  - القائد الأعلى – آية الله علي خامنئي، المرشد الأعلى للثورة الإسلامية (1989–حالياً)
  - الرئيس – حسن روحاني، رئيس الجمهورية الإسلامية الإيرانية (2013–2021)
- العراق
  - الرئيس – فؤاد معصوم، رئيس العراق (2014–2018)
  - رئيس الوزراء – حيدر العبادي، رئيس الوزراء (2014–2018)
- إسرائيل
  - الرئيس – رؤوفين ريفلين، رئيس إسرائيل (2014 – حالياً )
  - رئيس الوزراء -بنيامين نتانياهو، رئيس وزراء إسرائيل (2009 – حالياً )
- اليابان
  - العاهل – أكيهيتو، إمبراطور اليابان (1989–2019)
  - رئيس الوزراء – شينزو آبي، رئيس وزراء اليابان (2012–2020)
- الأردن
  - العاهل – عبد الله الثاني بن الحسين، ملك الأردن (1999–حالياً)
  - عبد الله النسور، رئيس وزراء الأردن (2012-2016)
- كازاخستان
  - الرئيس – نور سلطان نزارباييف، رئيس كازاخستان (1990–2019) [و]
  - كريم ماسيموف، رئيس وزراء كازاخستان (2014-2016
- كوريا الشمالية
  - قائد الحزب الشيوغي – كيم جونغ أون، حزب العمال الكوري (2012 –حالياً)
  - الرئيس الفعلي للدولة – كيم جونغ أون، الرئيس الأول للجنة شؤون الدولة في كوريا الشمالية  [ز] (2011–حالياً)
  - رئيس الدولة بحكم القانون– كيم يونج نام، رئيس هيئة رئاسة مجلس الشعب الأعلى (1998–2019)

رئيس الوزراء - باك بونغ جو، رئيس وزراء كوريا الشمالية (2013–2019)
- كوريا الجنوبية
  - بارك غن هي، رئيس كوريا الجنوبية (2013-2017)
  - رئيس الوزراء
    1. تشونغ هونج-وون، رئيس وزراء كوريا الجنوبية (2013-2015)
    2. لي وان-كوو، رئيس وزراء كوريا الجنوبية (2015)
    3. تشوي كيونغ هوان، القائم بأعمال رئيس وزراء كوريا الجنوبية (2015)
    4. هوانغ غيو أن، رئيس وزراء كوريا الجنوبية (2015-2017)
- الكويت
  - العاهل – الشيخ صباح الأحمد الجابر الصباح، أمير الكويت (2006–2020)
  - رئيس الوزراء – الشيخ جابر مبارك الحمد الصباح، رئيس وزراء الكويت (2011–2019)
- قرغيزستان
  - الرئيس – ألمازبيك أتامباييف، رئيس قيرغيزستان (2011–2017)
  - رئيس الوزراء
    1. دجومارت أوتورباييف، رئيس وزراء قيرغيزستان (2014–2015)
    2. تيمير سارييف، رئيس وزراء قيرغيزستان (2015-2016)
- لاوس
  - زعيم الحزب الشيوعي – تشومالي ساياسوني، حزب الشعب الثوري اللاوسي (2006–2016)
  - الرئيس – تشومالي ساياسوني، رؤساء جمهورية لاوس (2006–2016)
  - رئيس الوزراء - ثونجسينج ثامافونج، رئيس مجلس وزراء لاوس (2010-2016)
- لبنان
  - تمام سلام، القائم بأعمال رئيس لبنان (2014-2016)
  - رئيس الوزراء - تمام سلام، رئيس وزراء لبنان (2014–2016)
- ماليزيا
  - عبد الحليم معظم، يانغ دي-برتوان أغونغ (2011-2016)
  - نجيب عبد الرزاق، رئيس وزراء ماليزيا (2009–2018)
- المالديف
  - الرئيس – عبد الله يمين، رئيس جزر المالديف (2013–2018)
- منغوليا
  - الرئيس – تشياغين البجدورج، رئيس منغوليا (2009–2017)
  - شميدين سايخانبيليغ، رئيس وزراء منغوليا (2014-2016)
- ميانمار
  - ثين سين، رئيس ميانمار (2011-2016)
- نيبال
  - الرئيس –
    1. رام باران ياداف، رئيس نيبال (2008-2015)
    2. بيديا ديفي بنداري، رئيس نيبال (2015–حالياً)

  - رئيس الوزراء -
    1. سوشيل كويرالا، رئيس وزراء نيبال (2014-2015)
    2. خادجا براساد أولي، رئيس وزراء نيبال (2015-2016)
- عمان
  - العاهل - قابوس بن سعيد، سلطان عمان (1970–2020)
  - رئيس الوزراء - قابوس بن سعيد، قائمة سلاطين عمان (1972–2020)
- باكستان
  - الرئيس – ممنون حسين، رئيس باكستان (2013–2018)
  - رئيس الوزراء – نواز شريف، رئيس وزراء باكستان (2013–2017)
- فلسطين[1] (دولة فلسطين)
  - الرئيس - محمود عباس، رئيس السلطة الوطنية الفلسطينية (2005–حالياً)
  - رئيس الوزراء - رامي الحمد الله، رؤساء وزراءء السلطة الوطنية الفلسطينية (2013–2019)
- الفلبين
  - بنيغنو آكينو، رئيس الفلبين (2010-2016)
- قطر
  - العاهل – الشيخ تميم بن حمد آل ثاني، أمير قطر (2013–حالياً)
  - رئيس الوزراء – الشيخ عبد الله بن ناصر بن خليفة آل ثاني، رئيس وزراء قطر (2013–2020)
- السعودية
  - العاهل
    1. عبد الله بن عبد العزيز آل سعود، قائمة ملوك السعودية (2005–2015)
    2. سلمان بن عبد العزيز آل سعود، قائمة ملوك السعودية (2015–حالياً)

  - رئيس الوزراء
    1. عبد الله بن عبد العزيز آل سعود، رئاسة مجلس الوزراء السعودي (2005–2015)
    2. سلمان بن عبد العزيز آل سعود، رئاسة مجلس الوزراء السعودي (2015–2022)
- سنغافورة
  - الرئيس – توني تان، رئيس سنغافورة (2011–2017)
  - رئيس الوزراء - لي هسين لونغ، رؤساء وزراء سنغافورة (2004–حالياً)
- سريلانكا
  - الرئيس
    1. ماهيندا راجاباكشا، رئيس سريلانكا (2005–2015)
    2. مايتريبالا سيريسينا، رئيس سريلانكا (2015 –2019)

  - رئيس الوزراء
    1. موديانسلاج جاياراتن، رئيس وزراء سريلانكا (2010–2015)
    2. رانيل ويكريمسينغه، رئيس وزراء سريلانكا (2015–2018)
- سوريا
  -  سوريا
    - الرئيس – بشار الأسد، رئيس سوريا (2000–حالياً)
    - رئيس الوزراء - وائل الحلقي، رئيس وزراء سوريا (2012–2016)

  -  الحكومة السورية المؤقتة (الائتلاف الوطني لقوى الثورة والمعارضة السورية)
    - الرئيس
      1. هادي البحرة، رئيس الائتلاف الوطني السوري (2014–2015)
      2. خالد خوجة، رئيس الائتلاف الوطني السوري (2015–2016)

    - رئيس الوزراء - أحمد طعمة، رئيس وزراء الائتلاف الوطني السوري (2014–2016)
- تايوان
  - الرئيس – ما يينغ جيو، رئيس تايوان (2008–2016)
  - رئيس الوزراء - ماو تشي كو، رئيس وزراء تايوان (2014–2016)
- طاجيكستان
  - الرئيس – إمام علي رحمن، رئيس طاجيكستان (1992–حالياً)
  - رئيس الوزراء - قاهر رسول‌ زاده، رئيس وزراء طاجيكستان (2013–حالياً)
- تايلاند
  - العاهل – بوميبول أدولياديج، ملك تايلاند (1946–2016)
  - رئيس الوزراء - برايوت تشان أوتشا، رئيس وزراء تايلاند (2014–حالياً)
- تركيا
  - الرئيس - رجب طيب أردوغان، رئيس تركيا (2014–حالياً)
  - رئيس الوزراء - أحمد داود أوغلو، رئيس وزراء تركيا (2014–2016)
- تركمانستان
  - الرئيس – قربانقلي بردي محمدوف، رئيس تركمانستان (2006–حالياً)
- الإمارات العربية المتحدة
  - الرئيس – الشيخ خليفة بن زايد آل نهيان، رئيس الإمارات العربية المتحدة (2004–2022)
  - رئيس الوزراء -الشيخ محمد بن راشد آل مكتوم، رئيس وزراء الإمارات (2006–حالياً)
- أوزبكستان
  - الرئيس – إسلام كريموف، رئيس أوزبكستان (1990– 2016) [ح]
  - رئيس الوزراء - شوكت ميرضيايف، رئيس وزراء أوزبكستان (2003-2016)
- فيتنام
  - زعيم الحزب الشيوعي – نغوين فو ترونغ، الأمين العام للحزب الشيوعي الفيتنامي [الإنجليزية] (2011–حالياً)
  - ترونغ تان سانغ، رئيس فيتنام (2011-2016)
  - نغوين تان دونغ، رئيس وزراء فيتنام (2006-2016)
- اليمن
  - رئيس الدولة –
    - عبد ربه منصور هادي، رئيس الجمهورية اليمنية (2012–2022، الرئيس الفائز بالانتخابات)
    - محمد علي الحوثي، رئيس اللجنة الثورية (2015 - حالياً، رئيس اللجنة الثورية لانقلاب 2014)

  - رئيس الوزراء - خالد محفوظ بحاح، رئيس وزراء اليمن (2014-2016)

## أوروبا
- ألبانيا
  - الرئيس – بوجار نيشاني، رئيس ألبانيا (2012–2017)
  - رئيس الوزراء -إيدي راما، رئيس الوزراء في ألبانيا (2013–حالياً)
- أندورا
  - العاهل
    - الأمير الفرنسي المشترك – فرانسوا أولاند، الأمير الفرنسي المشارك لأندورا (2012-2017)
      - ممثل الأمير المساعد -
        1. سيلفي هوباك (2012-2015)[2]
        2. تييري لاتاستي (2015-2016)

    - الأمير الأسقفي - خوان إنريك فايفس سيسيليا، أمير أندورا (2003–حالياً)
      - ممثل الأمير المشارك - جوسيب ماريا ماوري (2012–حالياً)

  - رئيس الوزراء –
    1. أنتوني مارتي، رئيس حكومة أندورا (2011–2015)
    2. جيلبير سابويا سونيي، القائم بأعمال رئيس حكومة أندورا (2015)
    3. أنتوني مارتي، رئيس حكومة أندورا (2015–2019)
- أرمينيا
  - سيرج سركسيان، قائمة رؤساء أرمينيا (2008–2018)
  - رئيس الوزراء - هوفيك أبراهاميان، رئيس وزراء أرمينيا (2014-2016)
- النمسا
  - هاينز فيشر، رئيس النمسا (2004-2016)
  - فيرنر فايمان، مستشار النمسا (2008-2016)
- أذربيجان
  - الرئيس – إلهام علييف، رئيس أذربيجان (2003–حالياً)
  - رئيس الوزراء - أرتور راسيزاده، رئيس وزراء أذربيجان (2003–2018)
  -  جمهورية أرتساخ (دولة انفصالية غير معترف بها)
    - الرئيس – باكو ساكيان، رئيس جمهورية أرتساخ (2007–2020)
    - رئيس الوزراء – أرايك هاروتيونيان، رئيس وزراء جمهورية أرتساخ (2007–2017)
- بيلاروس
  - الرئيس – ألكسندر لوكاشينكو، رئيس روسيا البيضاء (1994–حالياً)
  - رئيس الوزراء – أندريه كوبياكوف، رئيس وزراء بيلاروسيا (2014–2018)
- بلجيكا
  - العاهل – فيليب ملك بلجيكا، ملك بلجيكا (2013–حالياً)
  - رئيس الوزراء – شارل ميشيل، رئيس وزراء بلجيكا (2014–2019)
- البوسنة والهرسك
  - رئيس الدولة – مجلس رئاسة البوسنة والهرسك
    - العضو الكرواتي – دراغان كوفيتش (2014–2018؛ رئيس مجلس رئاسة البوسنة والهرسك، 2015–2016)
    - العضو البوسني – بكر عزت بيجوفيتش (2010-2018)
    - العضو الصربي – ملادن إيفانيتش (2014-2016؛ رئيس مجلس رئاسة البوسنة والهرسك، 2014-2015)

  - رئيس الوزراء -
    1. فيكوسلاف بيفاندا، رئيس وزراء البوسنة والهرسك (2012–2015)
    2. دينيس زفزيديتش، رئيس وزراء البوسنة والهرسك (2015–2019)

  - المندب السامي – فالنتين انزكو، المندوب السامي للبوسنة والهرسك (2009–2021)
- بلغاريا
  - الرئيس – روسن بليفنلييف، رئيس بلغاريا (2012–2017)
  - رئيس الوزراء - بويكو بوريسوف، رئيس وزراء بلغاريا (2014–2017)
- كرواتيا
  - الرئيس
    1. إيفو يجوسيبوفيتش، قائمة رؤساء كرواتيا (2010–2015)
    2. كوليندا غرابار كيتاروفيتش، قائمة رؤساء كرواتيا (2015–2020)

  - رئيس الوزراء -زوران ميلانوفيتش، قائمة رؤساء وزراء كرواتيا (2011–2016)
- قبرص
  - الرئيس - نيكوس أناستاسيادس، رئيس قبرص (2013–حالياً)
  -  قبرص الشمالية (علاقات قبرص الشمالية الخارجية)
    - الرئيس –
      1. درويش إروغلو، قائمة رؤساء شمال قبرص التركية (2010–2015)
      2. مصطفى أقينجي، قائمة رؤساء شمال قبرص التركية (2015–2020)

    - رئيس الوزراء -
      1. أوزكان يورجانجي أوغلو، رئيس وزراء قبرص الشمالية  [لغات أخرى]‏(2013-2015)
      2. عمر كاليونكو، رئيس وزراء قبرص الشمالية (2015-2016)
- جمهورية التشيك
  - الرئيس – ميلوش زيمان، رئيس التشيك (2013–حالياً)
  - رئيس الوزراء – بوهوسلاف سوبوتكا، رئيس وزراء التشيك (2014–2017)
- الدنمارك
  - العاهل – مارغريت الثانية ملكة الدنمارك، ملكة الدنمارك (1972–حالياً)
  - رئيس الوزراء -
    1. هيلي تورنينج-شميت، رئيس وزراء الدنمارك (2011-2015)
    2. لارس لوكه راسموسن، رئيس وزراء الدنمارك (2015-2019)
- إستونيا
  - الرئيس – توماس هندريك إيلفس، رئيس إستونيا (2006-2016)
  - رئيس الوزراء - تافي رويفاس، رئيس وزراء إستونيا (2014-2016)
- فنلندا
  - الرئيس – ساولي نينيستو، رئيس فنلندا (2012–حالياً)
  - رئيس الوزراء –
    1. ألكسندر ستوب، رئيس وزراء فنلندا (2014–2015)
    2. يوها سيبيلا، رئيس وزراء فنلندا (2015–2019)
- فرنسا
  - الرئيس – فرانسوا أولاند، رئيس الجمهورية الفرنسية (2012-2017)
  - رئيس الوزراء - مانويل فالس، رئيس الوزراء الفرنسي (2014-2016)
- جورجيا
  - الرئيس – جيورجي مارغفيلاشفيلي، رئيس/ة جورجيا (2013-2018)
  - رئيس الوزراء -
    1. إراكلي غاريباشفيلي، رئيس وزراء جورجيا  [لغات أخرى]‏ (2013-2015)
    2. جيورجي كفيركاشفيلي، رئيس وزراء جورجيا (2015-2018)

  -  أبخازيا (الاعتراف الدولي بأبخازيا وأوسيتيا الجنوبية)
    - الرئيس – راؤول خاجيمبا، قائمة رؤساء أبخازيا (2014–2020)
    - رئيس الوزراء -
      1. بيسلان بوتبا، رئيس وزراء أبخازيا (2014–2015)
      2. شامل أدزينبا، رئيس وزراء أبخازيا (2015)
      3. أرتور ميكفابيا، رئيس وزراء أبخازيا (2015–2016)

  -  أوسيتيا الجنوبية (الاعتراف الدولي بأبخازيا وأوسيتيا الجنوبية)
    - الرئيس – ليونيد تيبيلوف، رئيس أوسيتيا الجنوبية (2012–2017)
    - رئيس الوزراء – دومنتي كولومبيغوف، رئيس وزراء أوسيتيا الجنوبية (2014–2017)
- ألمانيا
  - الرئيس – يواخيم غاوك، رئيس ألمانيا (2012–2017)
  - المستشار – أنغيلا ميركل، مستشار جمهورية ألمانيا الاتحادية (2005–2021)
- اليونان
  - الرئيس -
    1. كارولوس بابولياس، رئيس اليونان (2005–2015)
    2. بروكوبيس بافلوبولوس، رئيس اليونان (2015–2020)

  - رئيس الوزراء -
    1. أنتونيس ساماراس، رئيس وزراء اليونان (2012–2015)
    2. أليكسيس تسيبراس، رئيس وزراء اليونان (2015)
    3. فاسيليكي ثانو-كريستوفيلو، رئيس وزراء اليونان (2015)
    4. أليكسيس تسيبراس، رئيس وزراء اليونان (2015-2019)
- المجر
  - الرئيس – يانوش أدير، رئيس المجر (2012–حالياً)
  - رئيس الوزراء - فيكتور أوربان، رئيس وزراء المجر (2010–حالياً)
- آيسلندا
  - الرئيس – أولافور راغنار غريمسون، رئيس إيسلندا (1996-2016)
  - رئيس الوزراء - سيغموندور دافيد غونلاوغسون، رئيس وزراء آيسلندا (2013-2016)
- أيرلندا
  - الرئيس – مايكل دانييل هيجينز، قائمة رؤساء أيرلندا (2011–حالياً)
  - رئيس الوزراء - إندا كيني، تاوسيتش (2011–2017)
- إيطاليا
  - الرئيس –
    1. جورجو نابوليتانو، رئيس إيطاليا (2006–2015)
    2. بياترو جراسو، رئيس إيطاليا (2015)
    3. سيرجيو ماتاريلا، رئيس إيطاليا (2015–حالياً)

  - رئيس الوزراء - ماتيو رينزي، رئيس وزراء إيطاليا (2014–2016)
- لاتفيا
  - الرئيس –
    1. أندريس برزينش، رئيس لاتفيا (2011-2015)
    2. ريموندز فيجونس، رئيس لاتفيا (2015–2019)

  - رئيس الوزراء - لايمدوتا ستراويوما، رئيس وزراء لاتفيا (2014–2016)
- ليختنشتاين
  - العاهل – هانز آدم الثاني، أمير ليختنشتاين (1989–حالياً)
  - وصي العرش – الأمير بالوراثة ألويز، ولي عهد ليشتنشتاين (2004–حالياً)
  - رئيس الوزراء – أدريان هاسلر، رئيس وزراء ليختنشتاين (2013–2021)
- ليتوانيا
  - الرئيس – داليا غريباوسكايتي، قائمة حكام ليتوانيا (2009–2019)
  - رئيس الوزراء - الجيرداس بوتكيفيتشوس، رئيس وزراء ليتوانيا  [لغات أخرى]‏ (2012-2016)
- لوكسمبورغ
  - العاهل – هنري، الدوق الأكبر للوكسمبورغ (2000–حالياً)
  - رئيس الوزراء – كزافييه بيتل، رئيس وزراء لكسمبورغ (2013–حالياً)
- مقدونيا
  - الرئيس – جورجي إيفانوف، رئيس مقدونيا الشمالية (2009–2019)
  - رئيس الوزراء - نيكولا غرويفسكي، رئيس وزراء مقدونيا الشمالية (2006–2016)
- مالطا
  - الرئيس – ماري لويز كوليرو بريكا، رئيس مالطا (2014–2019)
  - رئيس الوزراء - جوزيف موسكات، رئيس وزراء مالطا (2013–2020)
- مولدوفا
  - الرئيس – نيكولاي تيموفتي، رئيس مولدوفا (2012-2016)
  - رئيس الوزراء –
    1. ايوري ليانكي، رئيس وزراء مولدوفا (2013–2015)
    2. شيريل جابوريتشي، رئيس وزراء مولدوفا (2015
    3. ناتاليا غيرمان، القائم بأعمال رئيس وزراء مولدوفا (2015)
    4. فاليريو ستريليتش، رئيس وزراء مولدوفا (2015)
    5. جورجي بريجا، القائم بأعمال رئيس وزراء مولدوفا (2015-2016)

  -  ترانسنيستريا ( دولة انفصالية غير معترف بها)
    - الرئيس – يفغيني شيفتشوك، رئيس جمهورية ترانسنيستريا (2011–2016)
    - رئيس الوزراء -
      1. تاتيانا تورانسكايا، رئيسة وزراء ترانسنيستريا (2013-2015)
      2. مايا بارناس، القائم بأعمال رئيس وزراء ترانسنيستريا (2015)
      3. تاتيانا تورانسكايا، رئيس وزراء ترانسنيستريا (2015)
      4. مايا بارناس، القائم بأعمال رئيس وزراء ترانسنيستريا (2015)
      5. بافيل بروكودين، رئيس وزراء ترانسنيستريا (2015-2016)
- موناكو
  - العاهل – ألبير الثاني، أمير موناكو (2005–حالياً)
  - رئيس الوزراء - ميشيل روجر، رئيس وزراء موناكو (2010–2015)
- الجبل الأسود
  - الرئيس – فيليب فويانوفيتش، رئيس الجبل الأسود (2003–2018) [ط]
  - رئيس الوزراء - ميلو دوكانوفيتش، رئيس وزراء الجبل الأسود (2012-2016)
- هولندا
  - العاهل – فيليم ألكساندر، ملك هولندا (2013–حالياً)
  -  هولندا (دولة تأسيسية)
    - رئيس الوزراء - مارك روته، رئيس وزراء هولندا (2010–حالياً)

  -  أروبا (دولة تأسيسية)
    - انظر تحت أمريكا الشمالية

  -  كوراساو (دولة تأسيسية)
    - انظر تحت أمريكا الشمالية

  -  سينت مارتن (دولة تأسيسية)
    - انظر تحت أمريكا الشمالية
- النرويج
  - العاهل – هارلد الخامس، ملك النرويج (1991–حالياً)
  - رئيس الوزراء – إرنا سولبرغ، رئيس وزراء النرويج (2013–2021)
- بولندا
  - الرئيس –
    1. برونيسواف كوموروفسكي، رئيس بولندا (2010-2015)
    2. أندجي دودا، رئيس بولندا (2015–حالياً)

  - رئيس الوزراء -
    1. إيفا كوباتش، رئيس مجلس وزراء بولندا (2014-2015)
    2. بياتا سيدلو، رئيس وزراء بولندا (2015–2017)
- البرتغال
  - الرئيس – أنيبال كافاكو سيلفا، رئيس البرتغال (2006-2016)
  - رئيس الوزراء -
    1. بيدرو باسوس كويلهو، رئيس وزراء البرتغال (2011-2015)
    2. أنطونيو كوستا، رئيس وزراء البرتغال (2015–حالياً)
- رومانيا
  - الرئيس – كلاوس يوهانيس، رئيس رومانيا  [لغات أخرى]‏ (2014–حالياً)
  - رئيس الوزراء -
    1. فيكتور بونتا، رئيس وزراء رومانيا (2012-2015)
    2. غابرييل أوبرا، القائم بأعمال رئيس وزراء رومانيا (2015)
    3. سورين كومبينو، القائم بأعمال رئيس وزراء رومانيا (2015)
    4. داتشيان سيولو، رئيس وزراء رومانيا (2015-2017)
- روسيا
  - الرئيس – فلاديمير بوتين، رئيس روسيا (2012–حالياً)
  - رئيس الوزراء – دميتري ميدفيديف، رئيس وزراء روسيا (2012–2020)
- سان مارينو
  - القبطان الوصي –
    1. جيانفرانكو تيرينزي وغوييرينو زانوتي، الحاكمان (2014-2015)
    2. لوريلا ستيفانيلي ونيكولا رينزي  [لغات أخرى]‏، الحاكمان (2015-2016)
- صربيا
  - الرئيس – توميسلاف نيكوليتش، رئيس صربيا (2012–2017)
  - رئيس الوزراء - ألكسندر فوتشيتش، رئيس وزراء صربيا (2014–2017)
  -  كوسوفو (التجاوب الدولي مع استقلال كوسوفو)
    - الرئيس – عاطفة يحيى آغا، رئيسة كوسوفو (2011-2016)
    - رئيس الوزراء - عيسى مصطفى، رئيس وزراء كوسوفو (2014-2017)
    - الممثل الخاص للأمم المتحدة –
      1. فريد ظريف، الممثل الخاص للأمين العام في كوسوفو (2011-2015)
      2. سيمونا ميكوليسكو، القائم بأعمال الممثل الخاص للأمين العام في كوسوفو (2015)
      3. زاهر تانين، الممثل الخاص للأمين العام في كوسوفو (2015–حالياً)
- سلوفاكيا
  - الرئيس – آندريه كيسكا، رئيس سلوفاكيا (2014–2019)
  - رئيس الوزراء - روبرت فيتسو، رئيس وزراء سلوفاكيا (2012–2018)
- سلوفينيا
  - الرئيس – بوروت باهور، رئيس سلوفينيا (2012–حالياً)
  - رئيس الوزراء - ميرو سيرار، رئيس وزراء سلوفينيا (2014–2018)
- إسبانيا
  - العاهل – فيليب السادس، ملك إسبانيا (2014–حالياً)
  - رئيس الوزراء – ماريانو راخوي، رئيس وزراء إسبانيا (2011–2018)
- السويد
  - العاهل – كارل السادس عشر غوستاف، ملك السويد (1973–حالياً)
  - رئيس الوزراء – ستيفان لوفن، رئيس وزراء السويد (2014–2021)
- سويسرا
  - المجلس الاتحادي السويسري[3] – دوريس ليوتار (2006–حالياً)، إيفلين ويدمر شلمف (2008-2015)، أولي ماورر (2009–حالياً)، ديديي بوركالتر (2009–حالياً)، يوهان شنايدر-آمان (2010–حالياً)، سيمونيتا سوماروغا (2010–حالياً، رئيس سويسرا، 2015)، آلان بيرسيت (2012–حالياً).
- أوكرانيا
  - الرئيس – بترو بوروشنكو، قائمة رؤساء أوكرانيا (2014–2019)
  - رئيس الوزراء - أرسيني ياتسينيوك، رئيس وزراء أوكرانيا (2014-2016)
- المملكة المتحدة
  - العاهل – إليزابيث الثانية، ملكة المملكة المتحدة (1952–2022)
  - رئيس الوزراء - ديفيد كاميرون، رئيس وزراء المملكة المتحدة (2010-2016)
  -  جزيرة مان (ملحقات التاج البريطاني)
    - محافظ ملازم – آدم وود، نائب حاكم جزيرة مان (2011-2016)
    - رئيس الوزراء – آلان بيل، رئيس وزراء جزيرة مان (2011-2016)

  -  غيرنزي (ملحقات التاج البريطاني)
    - محافظ ملازم –
      1. بيتر ووكر، نائب حاكم غيرنسي (2011-2015)
      2. السير ريتشارد كولاس، القائم بأعمال نائب حاكم غيرنسي (2015-2016)

    - رئيس الوزراء - جوناثان لو توك، رئيس وزراء غيرنزي (2014-2016)

  -  جيرزي (ملحقات التاج البريطاني)
    - محافظ ملازم - السير جون ماكول، نائب حاكم جيرسي (2011-2016)
    - رئيس الوزراء – إيان جورست، رئيس وزراء جيرزي (2011–2018)

  -  جبل طارق (أقاليم ما وراء البحار البريطانية)
    - الحاكم - السير جيمس دتون، حاكم جبل طارق (2013-2015)
    - رئيس الوزراء - فابيان بيكاردو، رئيس وزراء جبل طارق (2011–حالياً)
- الفاتيكان
  - العاهل – البابا فرنسيس، بابا الفاتيكان (2013–حالياً)
  - رئيس الحكومة – الكاردينال جيوسيبي برتلو، رئيس اللجنة البابوية لدولة مدينة الفاتيكان (2011–2021)
  - الكرسي الرسولي (الوضع القانوني في القانون الدولي العام)
    - السكرتير الكاردينالي – الكاردينال بيترو بارولين، السكرتير الكاردينالي لدولة الفاتيكان (2013–حالياً)

## أمريكا الشمالية
- أنغويلا (أقاليم ما وراء البحار البريطانية)
  - الحاكم – كريستينا سكوت، حاكم أنجويلا (2013–2017)
  - رئيس الوزراء –
    1. هوبير هيوز، رئيس وزراء أنجويلا (2010–2015)
    2. فيكتور بانكس، رئيس وزراء أنجويلا (2015–2019)
- أنتيغوا وباربودا
  - العاهل – إليزابيث الثانية، ملكة أنتيغوا وباربودا (1981–2022)
  - الحاكم العام – السير رودني وليامز، الحاكم العام لأنتيغوا وباربودا (2014–حالياً)
  - رئيس الوزراء - جاستون براون، رئيس وزراء أنتيغوا وباربودا (2014–حالياً)
- أروبا (دولة تأسيسية لمملكة هولندا)
  - الحاكم – فريديس ريفونيول، حاكم أروبا (2004–2016)
  - رئيس الوزراء – مايك إيمان، رئيس وزراء أروبا  [لغات أخرى]‏ (2009–2017)
- جزر البهاما
  - العاهل – إليزابيث الثانية، ملكة الباهاماس (1973–2022)
  - الحاكم العام – مارغريت بيندلينغ، الحاكم العام للباهاماس (2014–2019)
  - رئيس الوزراء – بيري كريستي، رئيس وزراء باهاماس (2012–2017)
- باربادوس
  - العاهل – إليزابيث الثانية، ملكة باربادوس (1966–2022)
  - الحاكم العام – السير إليوت بيلغريف، الحاكم العام لباربادوس (2012–2017)
  - رئيس الوزراء – فريوندل ستيوارت، رئيس وزراء باربادوس (2010–2018)
- بليز
  - العاهل – إليزابيث الثانية، ملكة بليز (1981–2022)
  - الحاكم العام – السير كولفيل يونغ، الحاكم العام لبليز (1993–2021)
  - رئيس الوزراء – دين بارو، رئيس وزراء بليز (2008–2020)
- برمودا (أقاليم ما وراء البحار البريطانية)
  - الحاكم – جورج فيرجاسن، حاكم برمودا (2012–2016)
  - رئيس الوزراء – مايكل دنكلي، رئيس وزراء برمودا (2014–2017)
- جزر العذراء البريطانية (أقاليم ما وراء البحار البريطانية)
  - الحاكم - جون دونكان، حاكم جزر العذراء البريطانية (2014–2017)
  - رئيس الوزراء – أورلاندو سميث، رئيس وزراء جزر العذراء البريطانية (2011–2019)
- كندا
  - العاهل – إليزابيث الثانية، ملكة كندا (1952–2022)
  - الحاكم العام – ديفيد لويد جونستون، حاكم عام كندا (2010–2017)
  - رئيس الوزراء -
    1. ستيفن هاربر، رئيس وزراء كندا (2006-2015)
    2. جاستن ترودو، رئيس وزراء كندا (2015–حالياً)
- جزر كايمان (أقاليم ما وراء البحار البريطانية)
  - الحاكم – هيلين كيلباتريك، حاكم جزر كايمان (2013–2018)
  - رئيس الوزراء – آلدين مكلولين، رئيس وزراء جزر كايمان (2013–حالياً)
- كوستاريكا
  - الرئيس – لويس غييرمو سوليس، رئيس كوستاريكا (2014–2018)
- كوبا
  - قائد الحزب الشيوعي – راؤول كاسترو، السكرتير الأول للحزب الشيوعي الكوبي (2011–2021)
  - الرئيس – راؤول كاسترو، رئيس كوبا (2008–2018)
  - رئيس الوزراء – راؤول كاسترو، رئيس مجلس وزراء كوبا (2008–2018)
- كوراساو (دولة تأسيسية)
  - الحاكم – لوسيل جورج ووت، حاكم كوراساو (2013–حالياً)
  - رئيس الوزراء -
    1. إيفار أسجيس، رئيس وزراء كوراساو (2013-2015)
    2. بن وايتمان، رئيس وزراء كوراساو (2015-2016)
- دومينيكا
  - الرئيس – شارل سافاران، رئيس دومينيكا (2013–حالياً)
  - رئيس الوزراء – روزفلت سكريت، رئيس وزراء دومينيكا (2004–حالياً)
- جمهورية الدومينيكان
  - الرئيس – دانيلو ميدينا، رئيس جمهورية الدومينيكان (2012–2020)
- السلفادور
  - الرئيس – سلفادور سانشيز سيرين، رئيس السلفادور (2014–2019)
- غرينادا
  - العاهل – إليزابيث الثانية، ملكة غرينادا (1974–2022)
  - الحاكم العام – سيسيل لاغروناد، الحاكم العام لغرينادا (2013–حالياً)
  - رئيس الوزراء – كيث ميتشيل، رئيس وزراء غرينادا (2013–2022)
- غواتيمالا
  - الرئيس –
    1. أوتو بيريز مولينا، رئيس غواتيمالا  [لغات أخرى]‏ (2012-2015)
    2. أليخاندرو مالدونادو أغيري، رئيس غواتيمالا (2015–2016)
- هايتي
  - الرئيس – ميشال مارتيلي، رئيس هايتي (2011–2016)
  - رئيس الوزراء –
    1. فلورنس دوبرفال غيلوم، رئيس وزراء هايتي (2014–2015)
    2. إيفانز باول، رئيس وزراء هايتي (2015–2016)
- هندوراس
  - الرئيس – خوان أورلاندو هرنانديز، رئيس هندوراس (2014–2022)
- جامايكا
  - العاهل – إليزابيث الثانية، ملكة جامايكا (1962–2022)
  - الحاكم العام – السير باتريك ألين، الحاكم العام لجامايكا (2009–حالياً)
  - رئيس الوزراء - بورتيا سيمبسون-ميلر، رئيس وزراء جامايكا  [لغات أخرى]‏ (2012–2016)
- المكسيك
  - الرئيس – إنريكه بينيا نييتو، رئيس المكسيك (2012–2018)
- مونتسرات (أقاليم ما وراء البحار البريطانية)
  - الحاكم –
    1. أدريان ديفيس، حاكم مونتسيرات (2011-2015)
    2. ألريك تيلور، القائم بأعمال حاكم مونتسيرات (2015)
    3. إليزابيث كاريير، حاكم مونتسرات (2015–2018)

  - رئيس الوزراء – دونالدسون روميو، رئيس وزراء مونتسرات (2014–2019)
- نيكاراغوا
  - الرئيس – دانييل أورتيغا، رئيس نيكاراغوا (2007–حالياً)
- بنما
  - الرئيس – خوان كارلوس فاريلا، رئيس بنما (2014–2019)
- سان بارتليمي (جماعية فرنسية في الخارج [الإنجليزية])
  - المحافظ - آن لوبيس، محافظ سان بارتليمي (2015-2018)
  - رئيس الحكومة – برونو ماجراس، رئيس المجلس الإقليمي لسان بارتليمي (2007–حالياً)
- سانت كيتس ونيفيس
  - العاهل – إليزابيث الثانية، ملكة سانت كيتس ونيفيس (1983–2022)
  - الحاكم العام -
    1. السير إدموند لورانس، الحاكم العام لسانت كيتس ونيفيس (2013–2015)
    2. السير تابلي سيتون، الحاكم العام لسانت كيتس ونيفيس (2015–حالياً)

  - رئيس الوزراء –
    1. دنزل دوغلاس، رئيس وزراء سانت كيتس ونيفيس (1995–2015)
    2. تيموثي هاريس، رئيس وزراء سانت كيتس ونيفيس (2015–حالياً)
- سانت لوسيا
  - العاهل – إليزابيث الثانية، ملكة سانت لوسيا (1979–2022)
  - الحاكم العام - بيرليت لويزي، الحاكم العام لسانت لوسيا (1997–2017)
  - رئيس الوزراء - كيني أنتوني، رئيس وزراء سانت لوسيا (2011-2016)
- سانت مارتن الفرنسية (جماعية فرنسية في الخارج [الإنجليزية])
  - المحافظ –
    1. فيليب شوبان، محافظ سانت مارتين (2011-2015)
    2. آن لوبيس، محافظ سانت مارتين (2015-2018)

  - رئيس الحكومة - ألين هانسون، رئيسة المجلس الإقليمي لسانت مارتين (2013-2017)
- سان بيير وميكلون (جماعية فرنسية في الخارج [الإنجليزية])
  - جان كريستوف بوفييه، محافظ سان بيير وميكلون (2014-2016)
  - رئيس الحكومة - ستيفان أرتانو، رئيس المجلس الإقليمي لسان بيير وميكلون (2006-2018)
- سانت فينسنت والغرينادين
  - العاهل – إليزابيث الثانية، ملكة سانت فينسنت والغرينادين (1979–2022)
  - الحاكم العام - السير فريدريك بالانتين، الحاكم العام لسانت فينسنت والغرينادين (2002-2019)
  - رئيس الوزراء – رالف غونسالفيس، رئيس وزراء سانت فينسنت والغرينادين (2001–حالياً)
- سينت مارتن (دولة تأسيسية)
  - الحاكم – يوجين هوليداي، حاكم سينت مارتن (2010–حالياً)
  - رئيس الوزراء -
    1. مارسيل غامبز، رئيس وزراء سينت مارتن  [لغات أخرى]‏ (2014-2015)
    2. رئيس الوزراء – وليام مارلين، رئيس وزراء سينت مارتن (2015–2017)
- ترينيداد وتوباغو
  - الرئيس – أنتوني كارمونا، رئيس ترينيداد وتوباغو (2013–2018)
  - رئيس الوزراء -
    1. كاملا بيرساد-بيسيسار، قائمة رؤساء وزراء ترينيداد وتوباغو  [لغات أخرى]‏ (2010-2015)
    2. كيث رولي، رئيس وزراء ترينيداد وتوباغو (2015–حالياً)
- جزر توركس وكايكوس (أقاليم ما وراء البحار البريطانية)
  - الحاكم – بيتر بيكنغهام، حاكم جزر توركس وكايكوس (2013-2016)
  - رئيس الوزراء - روفوس إوينغ، رئيس وزراء جزر تركس وكايكوس (2012-2016)
- الولايات المتحدة
  - الرئيس – باراك أوباما، رئيس الولايات المتحدة (2009–2017)
  -  بورتوريكو (منطقة معزولة تابعة للولايات المتحدة)
    - الحاكم – اليخاندرو غارسيا، حاكم بورتوريكو (2013–2017)

  -  جزر العذراء الأمريكية (منطقة معزولة تابعة للولايات المتحدة)
    - الحاكم –
      1. جون دي جونغ، حاكم جزر العذراء الأمريكية (2007-2015)
      2. كينيث ماب، حاكم جزر العذراء الأمريكية (2015–2019)

## أوقيانوسيا
- ساموا الأمريكية (تبعية غير مدمجة وغير منظمة تابعة للولايات المتحدة)
  - الحاكم –لولو ماتالاسي موليجا، حاكم ساموا الأمريكية (2013–2021)
- أستراليا
  - العاهل – إليزابيث الثانية، ملكة أستراليا (1952–2022)
  - الحاكم العام – السير بيتر كوسجروف، الحاكم العام (2014–2019)
  - رئيس الوزراء -
    1. توني أبوت، رئيس وزراء أستراليا (2013-2015)
    2. مالكولم تورنبول، رئيس وزراء أستراليا (2015–2018)

  -  جزيرة كريسماس (أقاليم المحيط الهندي الأسترالية  [لغات أخرى]‏)
    - المدير– باري هاسي، مدير جزيرة كريسماس (2014–2017)
    - الرئيس – جوردون طومسون، رئيس شاير جزيرة كريسماس (2013–حالياً)

  -  جزر كوكوس (أقاليم المحيط الهندي الأسترالية  [لغات أخرى]‏)
    - المدير– باري هاسي، مدير جزر كوكس (2014–2017)
    - الرئيس –
      1. أينديل مينكوم، رئيس شاير جزر كوكوس (2011-2015)
      2. بالموت بيروس، رئيس شاير جزر كوكوس (2015-2017)

  -  جزيرة نورفولك (إقليم خارجي تابع لأستراليا)
    - المدير – غاري هاردغريف، مدير جزيرة نورفولك (2014–2017)
    - رئيسة الوزراء - ليسل سنيل، رئيسة وزراء جزيرة نورفولك (2013-2015)
- فيجي
  - الرئيس –
    1. إبيلي نايلاتيكاو، قائمة رؤساء فيجي (2009-2015)
    2. جورج كونروت، رئيس فيجي (2015–2021)

  - رئيس الوزراء -فرانك باينيماراما، رئيس وزراء فيجي  [لغات أخرى]‏ (2007–حالياً)
- تاهيتي
  - المفوض السامي – ليونيل بيفر، المفوض السامي لبولينيزيا الفرنسية (2013-2016)
  - الرئيس – إدوارد فريتش، رئيس بولينزيا الفرنسية (2014–حالياً)
- غوام (منطقة معزولة [الإنجليزية] تابعة للولايات المتحدة)
  - الحاكم - إيدي بازا كالفو، حاكم غوام (2011-2019)
- كيريباتي
  - الرئيس – أنوتي تونغ، رئيس كيريباتي (2003-2016)
- جزر مارشال
  - الرئيس – كريستوفر لويك، رئيس جزر مارشال  [لغات أخرى]‏ (2012-2016)
- ميكرونيسيا
  - الرئيس
    1. ماني موري، رئيس ولايات ميكرونيسيا المتحدة (2007–2015)
    2. بيتر إم. كريستيان، رئيس ولايات ميكرونيسيا المتحدة (2015-2019)
- ناورو
  - الرئيس – بارون واكا، رئيس ناورو (2013–2019)
- كاليدونيا الجديدة (مقاطعات وأقاليم ما وراء البحار الفرنسية)
  - المفوض الأعلى – فنسنت بوفير [الفرنسية]‏، المفوض الأعلى لكاليدونيا الجديدة (2014-2016)
  - رئيس الحكومة -
    1. سينثيا ليجيرد، رئيس حكومة كاليدونيا الجديدة (2014–2015)
    2. فيليب جيرمان، رئيس حكومة كاليدونيا الجديدة (2015–2019)
- نيوزيلندا
  - العاهل – إليزابيث الثانية، ملكية نيوزيلندا (1952–2022)
  - الحاكم العام – السير جيري ميتاباري، حاكم عام نيوزيلندا (2011-2016)
  - رئيس الوزراء - جون كي، رئيس وزراء نيوزيلندا (2008-2016)
  -  جزر كوك (دولة مرتبطة مع نيوزيلندا)
    - ممثل الملكة – توم مارستيرس، ممثل الملكة في جزر كوك (2013–حالياً)
    - رئيس الوزراء -هنري بونا  [لغات أخرى]‏، رئيس وزراء جزر كوك [الإنجليزية] (2010–2020)

  -  نييوي (دولة مرتبطة مع نيوزيلندا)
    - رئيس مجلس الدولة – توك تالاجي، رئيس مجلس الدولة لنييوي (2008–حالياً)

  -  توكيلاو (تبعية نيوزيلندية)
    - المدير – ليندا تي بوني، مديرة توكيلاو (2015-2016)
    - رئيس الحكومة –
      1. كوريسا ناساو، رئيس حكومة توكيلاو (2014–2015)
      2. سيوبيلي بيريز  [لغات أخرى]‏، رئيس حكومة توكيلاو (2015-2016)
- جزر ماريانا الشمالية (منطقة معزولة تابعة للولايات المتحدة)
  - الحاكم -
    1. إلوي إينوس، حاكم جزر ماريانا الشمالية (2013-2015)
    2. رالف توريس، حاكم جزر ماريانا الشمالية (2015–حالياً)
- بالاو
  - الرئيس – تومي رمنجساو، رئيس بالاو (2013–2021)
- بابوا غينيا الجديدة
  - العاهل – إليزابيث الثانية، ملكة بابوا غينيا الجديدة (1975–2022)
  - الحاكم العام – السير مايكل أوجو، الحاكم العام لبابوا غينيا الجديدة (2011-2017)
  - رئيس الوزراء - بيتر أونيل، رئيس وزراء بابوا غينيا الجديدة  [لغات أخرى]‏ (2011–2019)
- جزر بيتكيرن (أقاليم ما وراء البحار البريطانية)
  - الحاكم – جوناثان سنكلير، حاكم جزر بيتكيرن (2014-2017)
  - العمدة – شون كريستيان، عمدة جزر بيتكيرن (2014-2019)
- ساموا
  - رئيس الدولة – توفوغا إيفي، أو لي آو أو لي مالو (2007–2017)
  - رئيس الوزراء - تويليبا ايونو سايليلي ماليليغاوي، رئيس وزراء ساموا  [لغات أخرى]‏ (1998–2021)
- جزر سليمان
  - العاهل – إليزابيث الثانية، ملكة جزر سليمان (1978–2022)
  - الحاكم العام - السير فرانك كابوي، الحاكم العام لجزر سليمان (2009-2019)
  - رئيس الوزراء - ماناسيه سوغافاري، رئيس وزراء جزر سليمان (2014-2017)
- تونغا
  - العاهل – توبو السادس، ملك تونغا (2012–حالياً)
  - رئيس الوزراء - أكيليسي بوهيفا، رئيس وزراء تونغا (2014–2019)
- توفالو
  - العاهل – إليزابيث الثانية، ملكة توفالو (1978–2022)
  - الحاكم العام - السير إياكوبا إيتاليلي، الحاكم العام لتوفالو (2010-2019)
  - رئيس الوزراء - إنال سوبواغا، رئيس وزراء توفالو  [لغات أخرى]‏ (2013–2019)
- فانواتو
  - الرئيس – بالدوين لونسديل، رئيس فانواتو (2014–2017)
  - رئيس الوزراء –
    1. جو ناتومان، رئيس وزراء فانواتو (2014–2015)
    2. ساتو كيلمان، رئيس وزراء فانواتو (2015-2016)
- واليس وفوتونا
  - المسؤول –
    1. ميشيل أوبوين، المسؤول الإداري الأعلى في واليس وفوتونا (2013-2015)
    2. مارسيل رينوف، المسؤول الإداري الأعلى في واليس وفوتونا (2015-2017)

  - رئيس الحكومة - ميكاييل كوليموتوكي، رئيس الجمعية الإقليمية في واليس وفوتونا (2014-2017)

## أمريكا الجنوبية
- الأرجنتين
  - الرئيس -
    1. كريستينا فرنانديز دي كيرشنر، رئيس الأرجنتين (2007-2015)
    2. فيديريكو بينيدو، القائم بأعمال رئيس الأرجنتين (2015)
    3. ماوريسيو ماكري، رئيس الأرجنتين (2015-حالياً)
- بوليفيا
  - الرئيس – إيفو مورالس، رئيس بوليفيا (2006–2019)
- البرازيل
  - الرئيس – ديلما روسيف، رئيس البرازيل (2011-2016)
- تشيلي
  - الرئيس – ميشال باشليت، رئيس تشيلي (2014–2018)
- كولومبيا
  - الرئيس – خوان مانويل سانتوس، رئيس كولومبيا (2010–2018)
- الإكوادور
  - الرئيس – رفاييل كوريا، رئيس الإكوادور (2007–2017)
- جزر فوكلاند (أقاليم ما وراء البحار البريطانية)
  - الحاكم - كولن روبرتس، حاكم جزر فوكلاند (2014–2017)
  - رئيس الحكومة – كيث بادجيت، الرئيس التنفيذي لجزر فوكلاند (2012–2016)
- غيانا
  - الرئيس –
    1. دونالد راموتار، رئيس غيانا (2011–2015)
    2. ديفيد أ. غرينغر، رئيس غيانا (2015–2020)

  - رئيس الوزراء –
    1. سام هيندز، رئيس وزراء غيانا (1999–2015)
    2. موسيس ناغاموتو، رئيس وزراء غيانا (2015–2020)
- باراغواي
  - الرئيس – هوراسيو كارتس، رئيس باراغواي (2013–2018)
- بيرو
  - الرئيس – أويانتا هومالا، رئيس بيرو (2011-2016)
  - رئيس الوزراء –
    1. آنا جارا، رئيس وزراء بيرو (2014-2015)
    2. بيدرو كاتريانو، رئيس وزراء بيرو (2015-2016)
- سورينام
  - الرئيس – ديزي بوترس، رؤساء سورينام (2010–2020)
- الأوروغواي
  - الرئيس –
    1. خوزيه موخيكا، رئيس الأوروغواي (2010–2015)
    2. تاباري فازكيز، رئيس الأوروغواي (2015–2020)
- فنزويلا
  - الرئيس – نيكولاس مادورو، رئيس فنزويلا (2013–حالياً)

## الهوامش
1. ↑  Palestinian Authority renamed itself State of Palestine on 6 Jan 2013 (move not recognized by Israel). Do not confuse with State of Palestine proclaimed on 15 November 1988 by Palestinian National Council (PNC) in Algiers which remains a putative state, in fact ineffective despite partial international recognition.
2. ↑  "Decret del 31.12.2014 pel qual es posa fi a les funcions de la Sra. Sylvie Hubac, Representant Personal del Copríncep Francès". www.bopa.ad. مؤرشف من الأصل في 2015-01-29. اطلع عليه بتاريخ 2021-05-05.
3. ↑  The seven member Swiss Federal Council is the collective head of state and the government of Switzerland. Within the Council, the President of the Swiss Confederation serves solely in a أول النظراء

## روابط خارجية
- الحكام